# Northern Songs
Northern Songs Ltd. — компания, основанная 22 февраля 1963 года музыкальными издателями Диком Джеймсом (Dick James), Брайном Эпстайном (Brian Epstein), и The Beatles для выпуска песен, написанных Джоном Ленноном и Полом Маккартни. Штаб-квартира находится в Англии, в Ливерпуле.
В начале 1982 года Лью Грейд предложил Полу и Йоко Оно выкупить права на песни Леннона-Маккартни за 20 миллионов (на двоих). Йоко сочла цену завышенной, и проект не осуществился.
В 1986 году её купил Майкл Джексон, воспользовавшись одним из дружеских советов Маккартни относительно ведения бизнеса. При встречах с Маккартни Джексон стал шутить: «Я куплю твои песни!»
Я и забыл об этом сразу, он ещё не раз повторил то же самое, и шутка эта что-то перестала мне нравиться. — Я отвечал ему: «Ага, здорово, отлично, молодец» — потому что ведь именно я ему это все и посоветовал. Уж слишком нелепой казалась даже мысль о том, что твой друг, такой же, как и ты, певец, может всерьез заявлять, будто он купит песни «Битлз»…
Джексон скупил авторские права на песни «Битлз» за 47,5 млн $; исключение составили «Love Me Do» и «P.S. I Love You» (собственность Маккартни), а также «Please, Please Me», «Ask Me Why» и «Don’t Bother Me» (собственность первого издателя битловских композиций Дика Джеймса). Маккартни не раз отзывался об этом поступке как о предательстве.
В 2016 году наследники Джексона продали права на каталог компании Sony, и в январе 2017 года Маккартни обратился в суд, ссылаясь на юридически закреплённое в США право автора забирать себе у издателей музыки правообладание на собственные произведения по окончании определенного периода времени, в данном случае — 5 октября 2018 года. Подробности достигнутого соглашения не разглашаются.